# Jimena Anganuzzi
María Jimena Anganuzzi (Buenos Aires; 27 de diciembre de 1977) es una actriz argentina. Su debut fue en teatro con el espectáculo Cachetazo de campo (1997-2002). En televisión se dio a conocer por sus actuaciones en la serie criminal Tumberos (2002) y en el drama médico Hospital público (2003). 
En cine, recibió reconocimiento por sus apariciones en Fuga de cerebros (1998), Todo juntos (2002), Tatuado (2005), Agua (2006), El propietario (2008), Juan y Eva (2011), Francisco: el padre Jorge (2015) y El apego (2021).

## Carrera profesional
En 1997, a los 20 años, Anganuzzi debutó como actriz protagonizado la obra teatral Cachetazo de campo dirigida por Federico León, recibiendo elogios por su actuación y permaneció en cartel durante seis años. En 1998, se produjo su primera aparición en cine con la película Fuga de cerebros dirigida por Fernando Musa. Ese mismo año, realizó una participación especial en la telenovela Verdad consecuencia de Canal 13.
Más tarde, Jimena apareció en las película Contraluz (2001) y Campo de sangre (2001). Luego, actuó en la pieza teatral Mujeres soñaron caballos (2002-2005) en el papel de Lucrecia, siendo dirigida por Daniel Veronese. Seguidamente, protagonizó la película dramática independiente Todo juntos (2002) y tuvo un papel episódico en la serie criminal Tumberos de América TV. Al año siguiente, en 2003, formó parte del elenco principal de la serie de televisión de drama médico Hospital público, donde personificó a la doctora Raquel Dickman.
Las siguientes apariciones de Anganuzzi en cine fueron con los filmes Imposible (2004), Una de dos (2004) y Los esclavos felices (2004). En 2005, Jimena se destacó por su actuación en la película dramática Tatuado de Eduardo Raspo, en la cual asumió el rol de «Tero» y en 2006 apareció en la cinta dramática Agua de Verónica Chen en el rol de Luisa.
En 2008, Jimena participó en la película El propietario dirigida por Valentín Javier Diment. Después, actuó en Norma Arrostito, la Gaby (2008) y El cielo elegido (2010). Luego, obtuvo un papel secundario en el largometraje dramático Juan y Eva (2011), donde interpretó a María Cecilia, una joven mendocina amante de Perón. Consecuentemente, Anganuzzi continuó desarrollando su carrera cinematográfica apareciendo en los filmes Hermanos de sangre (2012), Aprox (2014), Los ausentes (2014) y Francisco: el padre Jorge (2015).
A partir del 2015 hasta el 2018, Jimena protagonizó la obra teatral Frida Kahlo, luces y sombras, poniéndose en el papel de la pintora mexicana Frida Kahlo. En 2020, interpretó a Valentina en la serie dramática Puerta 7 de Netflix. Luego, protagonizó la película de suspenso psicológico El apego, en la cual se puso en la piel de Carla, una joven embarazada que quiere abortar en los años '70.

## Filmografía

### Cine
| Año  | Título                                | Papel                  | Notas                               |
| ---- | ------------------------------------- | ---------------------- | ----------------------------------- |
| 1998 | Fuga de cerebros                      | Diana                  |                                     |
| 1999 | Perrito                               |                        | Cortometraje                        |
| 2000 | Clarilinda                            | Clara                  | Cortometraje                        |
| 2001 | Contraluz                             | Claudia                |                                     |
| 2001 | Campo de sangre                       | Andrea                 |                                     |
| 2002 | Todo juntos                           | Novia                  |                                     |
| 2004 | Imposible                             | Isabel                 |                                     |
| 2004 | Una de dos                            | Pilar                  |                                     |
| 2004 | Los esclavos felices                  | Julia                  |                                     |
| 2005 | Tatuado                               | Tero                   |                                     |
| 2005 | Blanca y negro                        | Blanca                 | Cortometraje                        |
| 2006 | Agua                                  | Luisa                  |                                     |
| 2008 | El propietario                        | Lara                   |                                     |
| 2008 | Norma Arrostito, la Gaby              | Chiche                 |                                     |
| 2010 | El cielo elegido                      | Cecilia                |                                     |
| 2010 | Apuntes para una biografía imaginaria |                        |                                     |
| 2011 | El túnel de los huesos                | Chica dormida          |                                     |
| 2011 | Juan y Eva                            | María Cecilia          |                                     |
| 2011 | La memoria del muerto                 | Fabiana                |                                     |
| 2011 | Nocturnos                             | Mujer en la biblioteca |                                     |
| 2012 | Hermanos de sangre                    | Belén                  |                                     |
| 2014 | Aprox                                 | Paula                  |                                     |
| 2014 | Los ausentes                          | Gringa                 |                                     |
| 2014 | Malvinas, 30 miradas                  | Lasa                   | Segmento: De muestra basta un botón |
| 2015 | Francisco: el padre Jorge             | Renata                 |                                     |
| 2016 | Clara                                 | Clara                  | Cortometraje                        |
| 2016 | Los globos                            | Laura                  |                                     |
| 2018 | Diez menos                            | Laura                  |                                     |
| 2020 | Tan perdida como convencida           |                        | Cortometraje                        |
| 2021 | La chica nueva                        | Martina                |                                     |
| 2021 | Sr. Woman                             | Suely Ovnik            | Cortometraje                        |
| 2021 | El apego                              | Carla                  |                                     |
| 2021 | El perro que no calla                 | Amiga del campo        |                                     |

### Televisión
| Año  | Título                             | Papel           | Notas                                   |
| ---- | ---------------------------------- | --------------- | --------------------------------------- |
| 1998 | Verdad consecuencia                |                 |                                         |
| 2000 | Calientes                          | Cuca            |                                         |
| 2002 | Tumberos                           | Gachi           | Episodio: «Deshonra»                    |
| 2003 | Hospital público                   | Raquel Dickman  |                                         |
| 2005 | La llorona                         | María           |                                         |
| 2005 | Un cortado, historias de café      |                 |                                         |
| 2006 | Autoestima, historias sobre ruedas | Narcotraficante | Episodio: «La leyenda de la rutera»     |
| 2007 | 200 años                           | Camila          | Episodio: «Mujeres elefantes»           |
| 2008 | Tinta argentina                    |                 |                                         |
| 2011 | Televisión x la inclusión          | María           | Episodio: «Orden natural»               |
| 2012 | Ruta misteriosa                    | Anahí           | Episodio: «El Yasí Yataré»              |
| 2013 | Dos por una mentira                | Rebeca Martínez |                                         |
| 2013 | Farsantes                          |                 |                                         |
| 2014 | La celebración                     | Cinthia         | Episodio: «Homenaje»                    |
| 2015 | Los siete locos y los lanzallamas  | Luciana Espila  |                                         |
| 2015 | Malicia                            | Amalia          |                                         |
| 2016 | El marginal                        | Carla           |                                         |
| 2016 | La última hora                     | Nica McDuggan   | Episodio: «La inflamación del fugitivo» |
| 2017 | En viaje                           | Pía             |                                         |
| 2018 | Sandro de América                  | Fan de Sandro   |                                         |
| 2019 | Monzón                             | Marcela         | Episodio: «Primer round»                |
| 2020 | Puerta 7                           | Valentina       |                                         |
| 2021 | Terapia alternativa                | Lucila          |                                         |
| 2022 | Porno y helado                     | Enriqueta       |                                         |
| 2023 | Las bellas almas de los verdugos   | Viuda           |                                         |

## Teatro
| Año       | Título                       | Papel       | Lugar                                       |
| --------- | ---------------------------- | ----------- | ------------------------------------------- |
| 1997-2002 | Cachetazo de campo           | La hija     | Centro Cultural Recoleta / Teatro Sarmiento |
| 2002-2005 | Mujeres soñaron caballos     | Lucera      | Espacio Callejón / El Camarín de las Musas  |
| 2005      | Squash                       | Hermana     | Teatro Sarmiento                            |
| 2006-2007 | Largo encuentro              | Geraldine   | El Camarín de las Musas                     |
| 2008      | El círculo de Maiakovski     | Lili        | Puerta Roja                                 |
| 2008      | Heldenplatz                  |             | Teatro San Martín                           |
| 2009-2010 | Yo en el futuro              |             | Teatro San Martín / El Camarín de las Musas |
| 2012-2013 | Japón                        | Ana         | Espacio Callejón / Teatro Beckett           |
| 2014      | Pangea                       | Diana       | Teatro Banfield / Teatro Timbre 4           |
| 2014      | Humo                         |             | Teatro Hasta Trilce                         |
| 2016-2018 | Frida Kahlo, luces y sombras | Frida Kahlo | Centro Cultural de la Cooperación           |
| 2017      | Telarañas                    | Lectora     | Teatro Nacional Cervantes                   |
| 2017      | Opendoor                     | Voz en off  | Centro Cultural Kirchner                    |
| 2019      | Tropical                     |             | Microteatro                                 |
| 2023      | Los tiempos                  | La hija     | Teatro Sarmiento                            |

## Premios y nominaciones
| Año  | Organización                                | Categoría                         | Trabajo          | Resultado | Ref(s) |
| ---- | ------------------------------------------- | --------------------------------- | ---------------- | --------- | ------ |
| 2003 | Premios Clarín                              | Revelación femenina en televisión | Hospital público | Nominada  | [ 12 ] |
| 2006 | Premios Cóndor de Plata                     | Mejor actriz de reparto           | Tatuado          | Nominada  | [ 13 ] |
| 2008 | Festival de Cine Fantástico de Porto Alegre | Mejor actriz                      | El propietario   | Ganadora  | [ 3 ]  |
| 2021 | Premios Sur                                 | Mejor actriz                      | El apego         | Nominada  | [ 14 ] |
| 2022 | Festival Asterisco                          | Mejor actriz                      | El apego         | Ganadora  | [ 15 ] |